# Cosmo Gordon, III duca di Gordon
Cosmo Gordon, III duca di Gordon (27 aprile 1720 – Bretueil, 5 agosto 1752), è stato un nobile scozzese.

## Biografia
Era il figlio di Alexander Gordon, II duca di Gordon e di sua moglie Lady Henrietta Mordaunt. Venne chiamato Cosmo in onore di un amico di suo padre, Cosimo III de' Medici, Granduca di Toscana.

## Carriera
Si sedette nella Camera dei lord come Pari rappresentativo scozzese (1747-1752). Nel 1748, è stato nominato Cavaliere del Cardo.

## Matrimonio
Sposò, il 3 settembre 1741, Lady Catherine Gordon (1725-10 dicembre 1779), figlia di William Gordon, II conte di Aberdeen. Ebbero sei figli:
- Alexander Gordon, IV duca di Gordon (1743-1827);
- Lord William Gordon (1744-1823), sposò Frances Ingram-Shepheard, ebbero una figlia;
- Lady Anne Gordon (1748);
- Lady Katherine Gordon (1751);
- Lord George Gordon (1751-1793);
- Lady Susan Gordon (1752-1814), sposò in prime nozze John Fane, IX conte di Westmorland, ebbero figli; sposò in seconde nozze John Woodford, ebbero figli.

## Morte
Morì il 5 agosto 1752 a Bretueil, Francia.

## Ascendenza
|                                             |                                    |                                        | Genitori                                                  |  |  | Nonni |  |  | Bisnonni                             |  |  | Trisnonni                            |  |
|                                             |                                    |                                        |                                                           |  |  |       |  |  | Lewis Gordon, III marchese di Huntly |  |  | George Gordon, II marchese di Huntly |  |
|                                             |                                    |                                        |                                                           |  |  |       |  |  | Lewis Gordon, III marchese di Huntly |  |  | George Gordon, II marchese di Huntly |  |
|                                             |                                    | Anne Campbell                          |                                                           |  |  |       |  |  | Lewis Gordon, III marchese di Huntly |  |  |                                      |  |
| George Gordon, I duca di Gordon             |                                    |                                        |                                                           |  |  |       |  |  | Lewis Gordon, III marchese di Huntly |  |  |                                      |  |
|                                             |                                    | Mary Grant                             | John Grant                                                |  |  |       |  |  |                                      |  |  |                                      |  |
|                                             |                                    | Mary Grant                             | John Grant                                                |  |  |       |  |  |                                      |  |  |                                      |  |
|                                             |                                    | Mary Grant                             | Mary Ogilvy                                               |  |  |       |  |  |                                      |  |  |                                      |  |
| Alexander Gordon, II duca di Gordon         |                                    | Mary Grant                             |                                                           |  |  |       |  |  |                                      |  |  |                                      |  |
|                                             |                                    | Henry Howard, VI duca di Norfolk       | Henry Howard, XXII conte di Arundel e II conte di Norfolk |  |  |       |  |  |                                      |  |  |                                      |  |
|                                             |                                    | Henry Howard, VI duca di Norfolk       | Henry Howard, XXII conte di Arundel e II conte di Norfolk |  |  |       |  |  |                                      |  |  |                                      |  |
|                                             |                                    | Henry Howard, VI duca di Norfolk       | Elizabeth Stewart                                         |  |  |       |  |  |                                      |  |  |                                      |  |
| Elizabeth Howard                            |                                    | Henry Howard, VI duca di Norfolk       |                                                           |  |  |       |  |  |                                      |  |  |                                      |  |
|                                             |                                    | Anne Somerset                          | Edward Somerset, II marchese di Worcester                 |  |  |       |  |  |                                      |  |  |                                      |  |
|                                             |                                    | Anne Somerset                          | Edward Somerset, II marchese di Worcester                 |  |  |       |  |  |                                      |  |  |                                      |  |
|                                             |                                    | Anne Somerset                          | Elizabeth Dormer                                          |  |  |       |  |  |                                      |  |  |                                      |  |
| Cosmo Gordon, III duca di Gordon            |                                    | Anne Somerset                          |                                                           |  |  |       |  |  |                                      |  |  |                                      |  |
|                                             | John Mordaunt, I visconte Mordaunt | John Mordaunt, I conte di Peterborough |                                                           |  |  |       |  |  |                                      |  |  |                                      |  |
|                                             | John Mordaunt, I visconte Mordaunt | John Mordaunt, I conte di Peterborough |                                                           |  |  |       |  |  |                                      |  |  |                                      |  |
|                                             | John Mordaunt, I visconte Mordaunt | Elizabeth Howard                       |                                                           |  |  |       |  |  |                                      |  |  |                                      |  |
| Charles Mordaunt, III conte di Peterborough | John Mordaunt, I visconte Mordaunt |                                        |                                                           |  |  |       |  |  |                                      |  |  |                                      |  |
|                                             |                                    | Elizabeth Carey                        | Thomas Carey                                              |  |  |       |  |  |                                      |  |  |                                      |  |
|                                             |                                    | Elizabeth Carey                        | Thomas Carey                                              |  |  |       |  |  |                                      |  |  |                                      |  |
|                                             |                                    | Elizabeth Carey                        | Margaret Smith                                            |  |  |       |  |  |                                      |  |  |                                      |  |
| Henrietta Mordaunt                          |                                    | Elizabeth Carey                        |                                                           |  |  |       |  |  |                                      |  |  |                                      |  |
|                                             |                                    | Alexander Fraser                       | Adam Fraser                                               |  |  |       |  |  |                                      |  |  |                                      |  |
|                                             |                                    | Alexander Fraser                       | Adam Fraser                                               |  |  |       |  |  |                                      |  |  |                                      |  |
|                                             |                                    | Alexander Fraser                       | Margaret Duff                                             |  |  |       |  |  |                                      |  |  |                                      |  |
| Carey Fraser                                |                                    | Alexander Fraser                       |                                                           |  |  |       |  |  |                                      |  |  |                                      |  |
|                                             |                                    | Mary Carey                             | Ferdinand Carey                                           |  |  |       |  |  |                                      |  |  |                                      |  |
|                                             |                                    | Mary Carey                             | Ferdinand Carey                                           |  |  |       |  |  |                                      |  |  |                                      |  |
|                                             |                                    | Mary Carey                             | Philippa Throckmorton                                     |  |  |       |  |  |                                      |  |  |                                      |  |
|                                             |                                    | Mary Carey                             |                                                           |  |  |       |  |  |                                      |  |  |                                      |  |